# Senidah
Senida Hajdarpašić, bolje znana po umetniškem imenu Senidah, slovenska pevka, črnogorskega rodu, * 9. april 1985, Ljubljana.
Zaslovela je kot vodilna pevka slovenske pop skupine Muff, v tujini pa je popularnost pridobila po izidu solističnega singla »Slađana« marca 2018. 

## Življenje in kariera

### 2010–2017: Začetki kariere
Leta 2010 je Senidah debitirala s solo singlom »Pustinjom« (Skozi puščavo), nato se je kmalu pridružila pop in blues glasbeni skupini Muff. Njihov prvi singel »Naj sije v očeh« je prejela naziv pesmi leta v Sloveniji. Muff so bili drugouvrščeni na predizboru za vstop Slovenije Pesem Evrovizije 2014. Njihov istoimenski prvenec je kasneje prejel zlato piščal za najboljši album leta 2014.

### 2018–zdaj:SlađanainBez tebe
Senidah je doživela regionalno slavo marca 2018, ko je izdala svoj prvi singl v srbščini »Slađana« pri beograjski hiphop založbi Bassivity Digital. V juniju je izdala svoj drugi singl »Belo«, v avgustu pa je izšla pesem »4 strane sveta« (4 strani sveta), singl s soundtracka za srbski film Južni vetar, v katerem je sodelovala s producentom Cobyjem. Ob koncu leta je Senidah izdala singla »Bez tebe« (Brez tebe) in »Nisi bio tu« (Ni te bilo). S skladbo »Slađana« je osvojila glasbeno nagrado za hiphop pesem leta 2019 na regionalnem izboru MAC.
Marca 2019 je izdala svoj prvi singl v angleščini z naslovom »Ride« (Vožnja) pri založbi Universal Serbia, ki je bil posnet že nekaj let prej. Njen debitantski studijski album Bez tebe (Brez tebe) je izšel 25. marca, v celoti v srbščini. Ob izidu albuma je izšel še peti singl z albuma, "Crno srce" (Črno srce). 
Aprila 2019 je izdala nov singl, »Mišići« (Mišice), videospot je režirala umetnica Kukla. 1. januarja 2021 je bil premierno predvajan videospot skladbe »Dođi« (Pridi), v katerem Senidah poje z uveljavljenim bosanskohercegovskim glasbenikom Dinom Merlinom in ga je prav tako režirala Kukla.

## Diskografija

### Albumi
Kot samostojna izvajalka
- Bez tebe (2019)
- Za tebe (2022)
- Sen i dah (2025)

S skupino Muff
- Muff (2014)
- Unity – EP (2018)